# Kimba - La leggenda del leone bianco
(Tagline del film)
Kimba - La leggenda del leone bianco (映画：ジャングル大帝?, Gekijōban: Janguru taitei, lett. "L'imperatore della giungla - Il film") è un film d'animazione del 1997 diretto da Yoshio Takeuchi. La pellicola è un adattamento dell'ultima parte del manga Kimba - Il leone bianco di Osamu Tezuka.

## Trama
La storia si svolge in una giungla dell'Uganda, detta Giungla di Bajaelous, nei pressi dell'equatore.
Hamegg è un cacciatore di frodo privo di scrupoli. Dopo aver ritrovato nella giungla quella che sembra solamente una pietra preziosa, tenta di rivenderla, ma viene intercettato dal Ministero della Scienza e della Tecnologia. La pietra infatti è la Luce di Luna, una gemma preziosissima per l'intera umanità perché fonte di un'inesauribile energia. Hamegg e la sua squadra quindi vengono incaricati di effettuare una spedizione a Lemonade a trovare il monte Luna, alla ricerca del giacimento di queste pietre.
Questa spedizione però potrebbe mettere in pericolo gli animali della foresta e il leone Kimba dovrà lottare fino alla morte per salvaguardare l'equilibrio naturale, entrando nella leggenda come il leone più coraggioso di tutti i tempi.

## Produzione
Il film è prodotto dalla Shochiku per conto della Tezuka Productions.

## Colonna sonora
Le sigle di apertura e di chiusura sono cantate da tenori giapponesi e sono state fatte dalle squadre della Tezuka Productions.

## Distribuzione
Il film è stato distribuito nelle sale giapponesi il 1º agosto 1997 dalla Shochiku, mentre in Italia è stato trasmesso in prima visione la sera del 10 dicembre 2005 su Italia 1.

### Edizione italiana
Il doppiaggio italiano è stato eseguito dallo Studio P.V. su direzione di Stefania Patruno e dialoghi di Mary Pellegatta.